# Махаон
Махаон (грч. Μαχάων) је у грчкој митологији био Асклепијев и Епионин син, Подалиријев брат.

## Митологија
Махаон је владао Триком у Тесалији. Учествовао је у тројанском рату и пред Троју је довео тридесет лађа. У грчком логору он није био само уважени ратник, већ је поштован и као видар; излечио је ране Менелају, Филоктету и Телефу, а и сам је био рањен. Ранио га је Парис. Према старијем предању, убила га је краљица Амазонки Пентесилеја или Еурипил. Због тога у Асклепијевом светилишту у Пергаму, где је служба почињала химном о Телефу, име његовог сина, Еурипила, није смело да се изговара. Његов пепео је Нестор пренео у Геренију, а у Трики је постојао и његов кенотаф. Према новијем предању, он је био сакривен са осталим ратницима у тројанском коњу и први је из њега изашао. По завршетку рата, са братом је отишао у Теутранију. Богови су обојици подарили бесмртност.